# Midland (Dakota du Sud)
Pour les articles homonymes, voir Midland.
La ville de Midland est située dans le comté de Haakon, dans l’État du Dakota du Sud, aux États-Unis. Lors du recensement de 2010, elle comptait 129 habitants. La municipalité s'étend sur 0,34 milles carrés (0,88 km2).
Fondée en 1890 par J. C. Russell, la ville doit son nom à sa localisation entre le Missouri et la Cheyenne.

## Démographie
| 1910 | 1920 | 1930 | 1940 | 1950 | 1960 |
| ---- | ---- | ---- | ---- | ---- | ---- |
| 210  | 309  | 262  | 282  | 387  | 401  |

| 1970 | 1980 | 1990 | 2000 | 2010 | - |
| ---- | ---- | ---- | ---- | ---- | - |
| 270  | 277  | 233  | 179  | 129  | - |